# Турецко-центральноафриканские отношения
Турецко-центральноафриканские отношения — двусторонние дипломатические отношения между Турцией и Центральноафриканской Республикой (ЦАР).

## История
Когда в 2012 году началась гражданская война в ЦАР, Турция была одной из первых стран, оказавшей помощь жертвам насилия, а также приложившей усилия для мобилизации международного сообщества для оказания помощи нуждающимся.
В 2014 году турецкое информационное агентство «Анадолу» заявило, что Турецкое агентство по сотрудничеству и координации (TİKA) передало компьютеры правительству Центральной Африки во время визита делегации в Турцию во время встречи Организации исламского сотрудничества.

## Визиты
18—21 ноября 2013 года по приглашению президента Турции Реджепа Тайипа Эрдогана делегация ЦАР под председательством премьер-министра переходного правительства Николы Тьянгая приняла участие в 29-м заседании Комитета экономического и коммерческого сотрудничества Организации исламского сотрудничества.
В июне 2014 года Турцию с официальным визитом посетила делегация во главе с премьер-министром ЦАР Андре Нзапэике.
10—15 апреля 2016 года Саммит Организации исламского сотрудничества прошёл в Стамбуле, 23—24 мая 2016 года там же прошёл Всемирный саммит по гуманитарным вопросам, а 27—29 мая 2016 года Саммит наименее развитых стран (EAGU) прошёл в Анталье. Делегации ЦАР приняли участие в заседании высшего уровня по всеобъемлющему промежуточному обзору Стамбульской программы действий для Турции и на форуме экономики и бизнеса «Турция-Африка», состоявшемся в Стамбуле 2—3 ноября 2016 года.
9—11 марта 2020 года состоялась встреча заместителя министра стратегических инвестиций ЦАР Паскаля Биды Коягбеле и заместителя министра иностранных дел Турции Явуза Селимом Кырана.

## Экономические отношения
Объём торговли между двумя странами в 2018 году составил 5,89 млн $, в 2019 году — 5,81 млн $ (турецкий экспорт составил 3,84 млн $, импорт — 1,87 млн $).
Турция продолжила усилия по улучшению базовых социальных и медицинских услуг в Центральноафриканской Ресупублике, сделав денежные пожертвования в размере около полумиллиона долларов и внося вклад в модернизацию некоторых больниц и мечетей в Банги.
Многочисленная гуманитарная помощь, пожертвования, восстановление инфраструктуры и поддержка аренды были выполнены Турцией для ЦАР, в основном через TİKA, Kızılay, AFAD, Turkish Religious Foundation и другие соответствующие учреждения и организации.
С 1992 года в рамках стипендий «Türkiye» Турция предоставляет возможность обучения студентам из ЦАР.

## Дипломатические представительства
Посольство Турции в Яунде (Камерун) в настоящее время аккредитовано при ЦАР, при этом ожидается открытие посольства в Банги. С 2003 года в Банги также действует почётной турецкое генеральное консульство. У ЦАР с 1995 года есть почётное консульство в Стамбуле. Военный атташе Турции, который начал работать в Киншасе в августе 2015 года, также аккредитован при ЦАР.